# Aequilumina
Aequilumina is een monotypisch mosdiertjesgeslacht uit de familie van de Romancheinidae en de orde Cheilostomatida. De wetenschappelijke naam ervan is in 2002 voor het eerst geldig gepubliceerd door Gontar.

## Soort
- Aequilumina cavitis Gontar, 2002